# Last (rymdmått)
Last är ett äldre rymdmått för torra varor med skiftande storlek och indelning.
I England var 1 last = 10 quarters = 2 907,89 liter. I Hamburg var 1 last = 30 Scheffel = 3 297,6 liter, i Lübeck 1 last = 24 Tonnen = 3 297,69 liter, i Preussen 1 last = 60 Scheffel = 3 297,69 liter och i Nederländerna 1 last = 30 mudden = 3 000 liter.
Last användes även som viktmått för ull, och motsvarade i England 1 981,29 kilo och i Belgien 2 000 kilo.